# Ustrój polityczny Rumunii
Ustrój polityczny Rumunii to demokracja parlamentarno-gabinetowa, z trójpodziałem władzy. Władza ustawodawcza należy do dwuizbowego parlamentu – Izby Deputowanych (izba niższa) oraz Senatu. Władzę wykonawczą sprawują rząd oraz prezydent, a sądowniczą sądy i trybunały.
Konstytucja Rumunii uchwalona została 21 listopada 1991 r.

## Parlament
- Obie izby wybierane są na 4 lata w wyborach powszechnych, bezpośrednich, równych i tajnych. Wybory muszą być rozpisane w ciągu 3 miesięcy przed końcem kadencji.
- Obie izby spotykają się na wspólnych sesjach w przypadku:
  - orędzia prezydenta
  - głosowania w sprawie budżetu
  - przy ogłoszeniu całkowitej lub częściowej mobilizacji
  - przy ogłoszeniu stanu wojennego.

## Prezydent
- Wybierany w wyborach powszechnych.
- Kadencja wynosi 5 lat (do 2004 – 4 lata).
- Powołuje premiera.
- Przewodniczy Najwyższej Radzie Obrony Narodowej.

## Rząd
- Prowadzi politykę wewnętrzną i zagraniczną Rumunii.
- Premier przewodniczy rządowi.

## Władza sądownicza
- Najwyższym organem sądowym Rumunii jest Wysoki Trybunał Kasacyjny i Sprawiedliwości.
- Organem sądownictwa konstytucyjnego jest Trybunał Konstytucyjny

## Partie polityczne
- Partia Socjaldemokratyczna
- Partia Narodowo-Liberalna
- Partia Demokratyczno-Liberalna
- Partia Ludowa – Dan Diaconescu
- Demokratyczny Związek Węgrów w Rumunii
- Partia Konserwatywna